# Verrucachernes montigenus
Espèce
Verrucachernes montigenus est une espèce de pseudoscorpions de la famille des Chernetidae.

## Distribution
Cette espèce est endémique des Hautes-Terres orientales en Papouasie-Nouvelle-Guinée. Elle se rencontre sur le mont Otto.

## Description
La femelle holotype mesure 1,3 mm.

## Publication originale
- Beier, 1965 : Die Pseudoscorpionen Neu-Guineas und der benachbarten Inseln. Pacific Insects, vol. 7, no 4, p. 749-796 (texte intégral).